# Club del Siglo de la FIFA

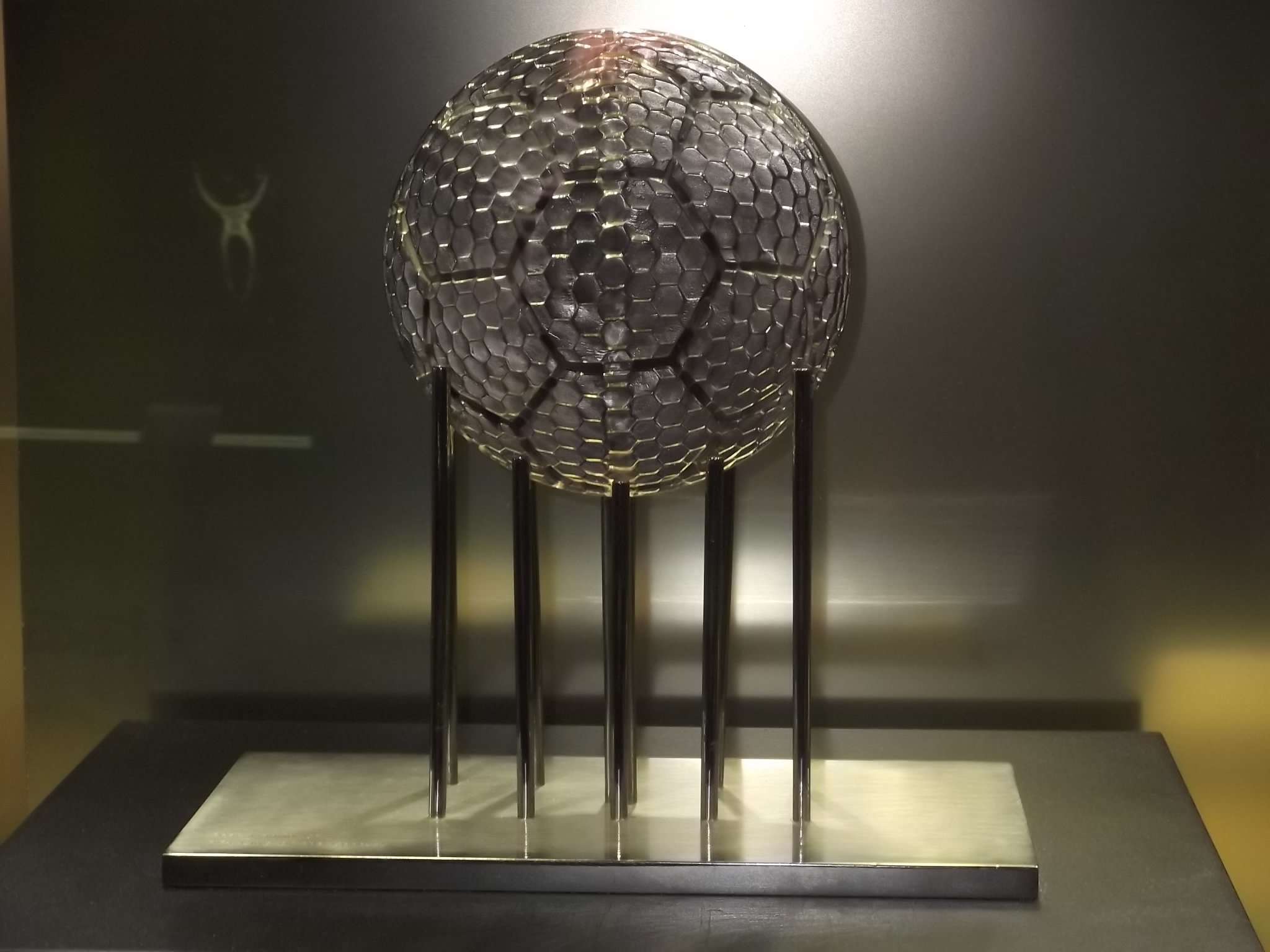
Trofeo FIFA que acredita al Real Madrid como Mejor Club Mundial.

El Club del Siglo de la FIFA (en inglés: FIFA Club of the Century), fue una condecoración entregada por la Federación Internacional de Fútbol Asociado (FIFA) al Real Madrid Club de Fútbol, el 11 de diciembre de 2000, en la gala mundial de la FIFA, celebrada en Roma, Italia.
La condecoración «Club del Siglo de la FIFA», junto a la de «Jugador del Siglo de la FIFA», fueron dos galardones que con carácter extraordinario concedió la FIFA, para distinguir al mejor club y mejor futbolista del mundo en el siglo XX. 
Cuatro años después, coincidiendo con el centenario de la FIFA (1904-2004), el Real Madrid Club de Fútbol fue condecorado a su vez con la «Orden del Mérito de la FIFA». Es el único club en ostentar la máxima distinción del fútbol mundial, junto al Sheffield Football Club, club más antiguo del mundo.

## Resultados
La elección del club galardonado, se realizó a través de una votación entre los suscriptores de la revista bimestral FIFA World Magazine (revista oficial de FIFA), entre junio y noviembre de 2000. Los resultados de la elección fueron:
| Equipo                  | Pos. | País         | Porcentaje |
| ----------------------- | ---- | ------------ | ---------- |
| Real Madrid C. F.       | 1    | España       | 43,35 %    |
| Manchester United F. C. | 2    | Inglaterra   | 9,69 %     |
| F. C. Bayern München    | 3    | Alemania     | 9,18 %     |
| F. C. Barcelona         | 4    | España       | 5,61 %     |
| A. F. C. Ajax           | 5    | Países Bajos | 5,10 %     |
| Santos F. C.            | 6    | Brasil       | 5,10 %     |
| Juventus F. C.          | 7    | Italia       | 2,55 %     |
| C. A. Peñarol           | 8    | Uruguay      | 2,04 %     |
| A. C. Milan             | 9    | Italia       | 1,53 %     |
| C. A. River Plate       | 10   | Argentina    | 1,53 %     |
| C. R. Flamengo          | 11   | Brasil       | 1,53       |
| Liverpool F. C.         | 12   | Inglaterra   | 1,02       |
| C. A. Boca Juniors      | 13   | Argentina    | 1,02 %     |
| S. L. Benfica           | 14   | Portugal     | 1,02 %     |
| C. A. Independiente     | 15   | Argentina    | 1,02 %     |
| Botafogo F. R.          | 16   | Brasil       | 1,02 %     |
| F. C. Internazionale    | 17   | Italia       | 1,02 %     |
| Arsenal F. C.           | 18   | Inglaterra   | 1,02 %     |
| Otros                   |      |              | 6,63       |

## Trofeo y emblema
Trofeo

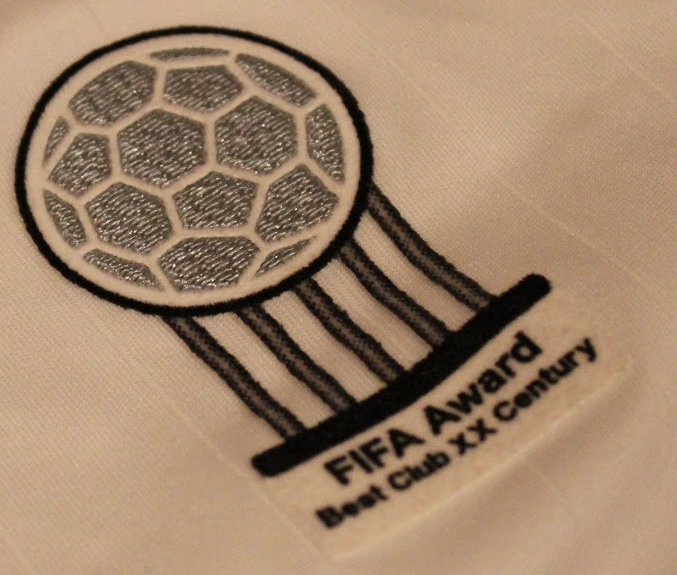
Emblema FIFA estampado en la camiseta del Real Madrid, como Mejor Club Mundial.

En la ceremonia de entrega del galardón de «Club del siglo de la FIFA», el presidente del Real Madrid Florentino Pérez y el presidente honorífico Alfredo Di Stéfano, recibieron del presidente de la FIFA Joseph Blatter, el trofeo de «Club del siglo de la FIFA», que lo acredita como el mejor club de fútbol del mundo en el siglo XX. El trofeo otorgado por el máximo organismo del fútbol internacional, se encuentra expuesto en el museo del club madridista.
Emblema
Coincidiendo con el quinto aniversario de la entrega de la condecoración (diciembre de 2005), el presidente Florentino Pérez, propuso a la FIFA como signo de estatus y para conmemorar tan ilustre distinción, la creación de un emblema del trofeo otorgado, que el Real Madrid pudiera portar en la camiseta, de manera similar a los auspiciados por la UEFA en Liga de Campeones, con los distintivos con la silueta del trofeo de la competición y el número de títulos conquistados por el club que lo porta.
La propuesta fue aceptada por el ente federativo y el emblema creado con el monograma del trofeo junto a la inscripción en inglés «FIFA Award Best Club XX Century», fue implantado en la camiseta madridista en la temporada 2006/07. A raíz de este distintivo extraordinario, la FIFA crea la implantación de emblemas conmemorativos en las camisetas, para distinguir a los clubes y selecciones vencedoras de campeonatos FIFA. Los dos primeros, implantados en 2008, correspondieron al Milan, club campeón del Mundial 2007, y a Italia, selección campeona del Mundial 2006.